# ハニー・クイパー
ハニー・クイパー（Hennie Kuiper。1949年2月3日- ）はオランダの元自転車競技選手。
アマチュア時代、1972年のミュンヘンオリンピックの個人ロードを制し、翌73年プロ入り。1975年にはオランダ国内選手権及び世界自転車選手権を制したが、この年を境にクイパーはプロ選手として本格化する。
1976年にはツール・ド・スイスで総合優勝。そしてツール・ド・フランスにおいて、総合優勝寸前のところまで来たケースは2回あった。1977年の大会では総合優勝のベルナール・テブネにわずか48秒差。1980年はベルナール・イノーの途中棄権により、絶好のチャンスかと目されたが、同郷のヨープ・ズートメルクに山岳ステージで引き離された。他にもツールではラルプ・デュエズの区間を連覇するなど活躍したが、惜しくも総合優勝には届かなかった。
ツールで2度2位を経験した後はクラシックレースで大活躍。当時、オリンピック金メダリストはプロ入りしてからは大成しないというジンクスがあったが、クイパーはそれを打ち破った。「モニュメント」では4勝したが、リエージュ〜バストーニュ〜リエージュだけは制覇できなかった。
現役引退後はモトローラ、ラボバンクでチームスタッフの仕事に就き、その傍ら、オランダチームのコーチも兼任した時代もあった。
1995年のツール・ド・フランスでファビオ・カサルテッリの死亡事故が起こったとき、所属チーム、モトローラの監督をしていたのがクイパーである。1972年オリンピックの個人ロード金メダリストは、20年後のオリンピックの個人ロード金メダリストを目の前で失うという悲劇に見舞われた。

## 主な実績
1972
1972年ミュンヘンオリンピック個人ロード優勝（アマチュア時代）
1975
世界自転車選手権 優勝
オランダ国内選手権 優勝
ブエルタ・ア・エスパーニャ 総合5位
1976
ツール・ド・スイス 総合優勝
ツール・ド・フランス 総合4位
1977
ツール・ド・フランス 総合2位。ラルプ・デュエズ区間優勝
オランダ スポーツマンオブザイヤー受賞
1978
ツール・ド・フランス ラルプ・デュエズ区間優勝
ツール・ド・ロマンディ総合2位
1979
ツール・ド・フランス 総合4位
パリ〜ルーベ 3位
1980
ツール・ド・フランス 総合2位
1981
ロンド・ファン・フラーンデレン 優勝
ジロ・ディ・ロンバルディア 優勝
ツール・ド・オランダ 総合2位
1982
グランプリ・ド・ワローヌ 優勝
1983
パリ～ルーベ 優勝
ブエルタ・ア・エスパーニャ 総合5位
1985
ミラノ～サンレモ 優勝
ロンド・ファン・フラーンデレン 3位